# さくら学院
さくら学院（さくらがくいん）は、日本の女性アイドルグループ。アミューズ所属のメンバーで2010年4月に結成し、2021年8月31日に活動を終了した。

## 概要
アミューズのキッズ事業室から選抜された女子小中学生で結成された、学校生活とクラブ活動をテーマにした女性アイドルグループである。中学3年生の3月で義務教育を終えると同時にグループを卒業することが決められており「成長期限定ユニット!!」と銘打っている。また「アイドルを超えた、スーパーレディーになる」「卒業まで常に完全燃焼する」などを「校則」として掲げ、ライブ・イベント・インターネット配信番組・テレビ番組・雑誌などで活動した。
2010年4月に8名体制で結成。初公演は2010年8月に行われたTOKYO IDOL FESTIVAL 2010 @Shinagawaで、初のワンマンライブは同年11月に横浜赤レンガ倉庫で行われた「さくら学院祭☆2010」である。同年12月に1stシングル『夢に向かって』でメジャーデビューし、2011年4月に1stアルバム『さくら学院 2010年度 〜message〜』を発売した。
さくら学院の活動最終年度となった2020年度（2020年9月1日 - 2021年8月31日）のメンバーは中等部7名、小等部1名の計8名で、2020年度終了までに計36名が卒業した。卒業生も含めメンバーは、少女漫画雑誌『ちゃお』のちゃおガールオーディション受賞者が多かった。
学校生活をテーマとしたユニットであるため、運営においては現実の学校を模した用語が広範に使用されており、派生ユニットは「部活動」、メンバーは「生徒」、現メンバーは「在校生」、元メンバーは「卒業生」、新規加入メンバーは「転入生」、マネージャーは「職員室の先生」、ファンは「父兄」と呼ばれている。さくら学院の「三大行事」として「転入式」、「学院祭」、「卒業式」と名付けられたライブコンサートが毎年度開催されていて、歌とダンスに加えて新加入メンバーの紹介や卒業証書の授与式などが行われる。「転入式」の中で行われる「生徒総会」では、最高学年を中心としたメンバーに「生徒会長」や「トーク委員長」などの生徒会の役職が与えられる。他にも、様々な分野から有識者の講師を招く「公開授業」と題したイベントを定期的に開催し、過去にはさくら学院のコンセプトを紹介する「学校説明会」を行ったこともある。基本の衣装は、さくら学院オリジナルデザインの学校制服で、冬服と夏服があり、中等部はネクタイ、小等部はリボンを着用する。「学院日誌」と名付けられたさくら学院オフィシャルブログが開設されており、メンバーが手書きでルーズリーフに綴った文章や絵が掲載されている。また、グッズも学校をテーマとしたものがいくつか販売されている。
さくら学院をサポートする役割として先生役が設定されており、「担任の先生」の森ハヤシは、ライブやイベント、レギュラー番組のMCを務めたり一部の楽曲の作詞を行うなどして、さくら学院の活動に広範に関わっている。「校長」の倉本美津留は、生徒総会での生徒会のメンバーと役職の発表、卒業式での祝辞のほか、放送作家や音楽家としての経験を生かして毎年度末に行われる「歌の考古学」をはじめとする「公開授業」の講師も務めている。
卒業生の多方面での活躍や、成長期限定ユニットとしてメンバー育成に重点を置いた運営方針が、さくら学院の際立つ特徴として度々言及されている。

## メンバー

### 最終メンバー
メンバーの記載順序は公式サイトに準拠した。なお、さくら学院の運営上の暦では活動最終年度の2020年度の年度末は2021年8月末であったため、実社会では3月末に年度末を迎えていた最終メンバーのさくら学院卒業時の実社会での学年は下記より1学年上級である。
| 学年            | 名前                         | 生年月日       | 出身地   | 在籍時の役職                  | 在籍時の部活動 | 在籍日数                 | 転入年度 | 備考 |
| --------------- | ---------------------------- | -------------- | -------- | ----------------------------- | -------------- | ------------------------ | -------- | --- |
| 2020年度 卒業生 |                              |                |          |                               |                |                          |          | |
| 中等部3年       | 白鳥沙南 （しらとり さな）   | 2005年6月20日  | 熊本県   | 2020年度 トーク委員長         | -              | 1,214日 （3年3か月26日） | 2018年度 | 2022年9月にアミューズとの契約終了 LIT MOON（2023年 - ）                                                          |
| 中等部3年       | 野中ここな （のなか ここな） | 2006年1月28日  | 長崎県   | 2020年度 生徒会長             | -              | 1,214日 （3年3か月26日） | 2018年度 | おにぱんず！（2022年） 蓮ノ空女学院スクールアイドルクラブ（2023 - ）                                             |
| 中等部2年       | 田中美空 （たなか みく）     | 2006年6月18日  | 大分県   | 2020年度 気合委員長           | -              | 1,578日 （4年3か月25日） | 2017年度 | Ciào Smiles（2017年 - 2021年） 2022年3月引退表明 2023年3月ラブラドライトエージェンシー所属 2024年8月Navy.inc所属 |
| 中等部2年       | 八木美樹 （やぎ みき）       | 2006年12月11日 | 大阪府   | 2020年度 生徒会副会長         | 購買部         | 1,578日 （4年3か月25日） | 2017年度 | |
| 中等部2年       | 佐藤愛桜 （さとう ねお）     | 2006年12月1日  | 佐賀県   | 2020年度 教育委員長           | 購買部         | 849日 （2年3か月26日）   | 2019年度 | 2024年3月にアミューズとの契約終了 櫻坂46（2025年 - ）                                                            |
| 中等部2年       | 戸高美湖 （とだか みこ）     | 2006年8月14日  | 広島県   | 2020年度 パフォーマンス委員長 | -              | 849日 （2年3か月26日）   | 2019年度 | アクターズスクール広島出身（35期生）                                                                             |
| 中等部1年       | 野崎結愛 （のざき ゆめ）     | 2007年11月15日 | 愛知県   | 2020年度 PR委員長             | trico dolls    | 1,214日 （3年3か月26日） | 2018年度 | おにぱんず！（2022年） 2024年3月にアミューズとの契約終了                                                         |
| 小等部6年       | 木村咲愛 （きむら さきあ）   | 2009年2月20日  | 神奈川県 | 2020年度 がむしゃら!委員長    | -              | 849日 （2年3か月26日）   | 2019年度 | 2025年3月にアミューズとの契約終了                                                                                |

### 旧メンバー
※年度ごとのメンバーの記載順序は公式サイトに準拠した。
| 名前                           | 生年月日       | 出身地   | 在籍時の役職                                          | 在籍時の部活動                                                    | 在籍日数                  | 転入年度 | 備考 |
| ------------------------------ | -------------- | -------- | ----------------------------------------------------- | ----------------------------------------------------------------- | ------------------------- | -------- | --- |
| 2011年度 卒業生                |                |          |                                                       |                                                                   |                           |          | |
| 武藤彩未 （むとう あやみ）     | 1996年4月29日  | 茨城県   | 2010年度 生徒会長 2011年度 生徒会長                   | Twinklestars                                                      | 725日 （1年11か月25日）   | -        | 可憐Girl's（2008年 - 2009年） 2016年5月契約終了。2019年12月つばさプラス所属。                                                                            |
| 三吉彩花 （みよし あやか）     | 1996年6月18日  | 埼玉県   | -                                                     | SCOOPERS                                                          | 725日 （1年11か月25日）   | -        | |
| 松井愛莉 （まつい あいり）     | 1996年12月26日 | 福島県   | -                                                     | SCOOPERS                                                          | 725日 （1年11か月25日）   | -        | |
| 2012年度 卒業生                |                |          |                                                       |                                                                   |                           |          | |
| 中元すず香 （なかもと すずか） | 1997年12月20日 | 広島県   | 2012年度 生徒会長                                     | BABYMETAL                                                         | 1,096日 （3年0日）        | -        | アクターズスクール広島出身（15期生） 可憐Girl's（2008年 - 2009年） BABYMETAL（2010年 - ）                                                                |
| 杉本愛莉鈴 （すぎもと まりり） | 2000年8月4日   | 広島県   | -                                                     | -                                                                 | 330日 （10か月26日）      | 2012年度 | アクターズスクール広島出身（12期生） 小等部卒業と同時にさくら学院から卒業 2016年6月契約終了。2017年10月エイジアプロモーション所属。                      |
| 2013年度 卒業生                |                |          |                                                       |                                                                   |                           |          | |
| 堀内まり菜 （ほりうち まりな） | 1998年4月29日  | 東京都   | 2012年度 生徒会副会長 2013年度 生徒会長               | ミニパティ Twinklestars sleepiece Pastel Wind 科学究明機構ロヂカ? | 1,460日 （3年11か月30日） | -        | ミニパティ（2009年 - 2010年） 2020年4月にApollo Bay / AMUSE GROUPに移籍。                                                                                |
| 飯田來麗 （いいだ らうら）     | 1998年4月9日   | 東京都   | 2012年度 生徒会副々会長 2013年度 パフォーマンス委員長 | ミニパティ Twinklestars sleepiece                                 | 1,460日 （3年11か月30日） | -        | ミニパティ（2009年 - 2010年） 2018年3月契約終了。 2021年4月ジャパン・ミュージックエンターテインメントに所属し 「飯田らうら」に改名。 2023年7月から無所属 |
| 杉﨑寧々 （すぎさき ねね）     | 1998年5月8日   | 茨城県   | 2013年度 トーク委員長                                 | ミニパティ Twinklestars sleepiece Pastel Wind                     | 1,460日 （3年11か月30日） | -        | ミニパティ（2009年 - 2010年） さくら学院卒業で芸能活動を引退                                                                                             |
| 佐藤日向 （さとう ひなた）     | 1998年12月23日 | 神奈川県 | 2013年度 ムード委員長                                 | Twinklestars 科学究明機構ロヂカ?                                  | 1,460日 （3年11か月30日） | -        | Saint Snow（2017年 - ） スタァライト九九組（2017年 - ）                                                                                                  |
| 2014年度 卒業生                |                |          |                                                       |                                                                   |                           |          | |
| 菊地最愛 （きくち もあ）       | 1999年7月4日   | 愛知県   | 2014年度 生徒会長                                     | Twinklestars BABYMETAL ミニパティ                                 | 1,696日 （4年7か月23日）  | 2010年度 | BABYMETAL（2010年 - ） |
| 水野由結 （みずの ゆい）       | 1999年6月20日  | 神奈川県 | 2014年度 プロデュース委員長                           | Twinklestars BABYMETAL ミニパティ                                 | 1,696日 （4年7か月23日）  | 2010年度 | BABYMETAL（2010年 - 2018年） |
| 田口華 （たぐち はな）         | 2000年3月4日   | 長野県   | 2014年度 気合委員長                                   | ミニパティ Pastel Wind プロレス同好会                             | 1,346日 （3年8か月7日）   | 2011年度 | 虎姫一座（2015年 - 2019年） アミューズとの契約終了、2021年ディスカバリー・ネクスト所属                                                                   |
| 野津友那乃 （のつ ゆなの）     | 1999年12月14日 | 東京都   | 2014年度 トーク委員長                                 | Pastel Wind Twinklestars 購買部                                   | 1,058日 （2年10か月24日） | 2012年度 | 2015年に「本条友奈埜」に改名 2017年2月に芸能活動を引退                                                                                                   |
| 2015年度 卒業生                |                |          |                                                       |                                                                   |                           |          | |
| 磯野莉音 （いその りのん）     | 2000年11月16日 | 神奈川県 | 2015年度 生徒会長                                     | 科学究明機構ロヂカ? プロレス同好会                                | 1,710日 （4年8か月5日）   | 2011年度 | さくら学院卒業で芸能活動を引退 2021年8月時点でさくら学院職員室の職員（スタッフ）として勤務                                                               |
| 大賀咲希 （おおが さき）       | 2000年4月11日  | 東京都   | 2015年度 教育委員長                                   | Pastel Wind sleepiece                                             | 1,422日 （3年10か月22日） | 2012年度 | さくら学院卒業で芸能活動を引退 2023年時点でStar Creationに所属しYouTubeを中心に活動中                                                                    |
| 白井沙樹 （しらい さき）       | 2000年9月28日  | 新潟県   | 2015年度 トーク委員長                                 | 購買部                                                            | 1,058日 （2年10か月23日） | 2013年度 | さくら学院卒業で芸能活動を引退 第11代にいがた観光親善大使（2020年 - 2021年）                                                                             |
| 2016年度 卒業生                |                |          |                                                       |                                                                   |                           |          | |
| 倉島颯良 （くらしま さら）     | 2002年2月24日  | 茨城県   | 2016年度 生徒会長                                     | Twinklestars 科学究明機構ロヂカ?                                  | 1,056日 （2年10か月21日） | 2014年度 | 2022年8月にアミューズとの契約終了 2023年5月トヨタオフィス所属                                                                                            |
| 黒澤美澪奈 （くろさわ みれな） | 2001年5月22日  | 東京都   | 2016年度 MC委員長                                     | sleepiece                                                         | 690日 （1年10か月20日）   | 2015年度 | てれび戦士（2012年 - 2014年） Ciào Smiles（2016年） 2019年3月にアミューズとの契約終了 2024年5月放映新社・アンドラフ所属                                  |
| 2017年度 卒業生                |                |          |                                                       |                                                                   |                           |          | |
| 山出愛子 （やまいで あいこ）   | 2002年12月1日  | 鹿児島県 | 2016年度 生徒会副会長 2017年度 生徒会長               | Twinklestars ミニパティ                                           | 1,785日 （4年10か月20日） | 2013年度 | 2021年3月にアミューズとの契約終了 |
| 岡田愛 （おかだ めぐみ）       | 2002年4月4日   | 愛知県   | 2017年度 トーク委員長                                 | 科学究明機構ロヂカ?                                               | 1,420日 （3年10か月20日） | 2014年度 | おはガール（2017年 - 2019年） 2023年3月にアミューズとの契約終了                                                                                          |
| 岡崎百々子 （おかざき ももこ） | 2003年3月3日   | 神奈川県 | 2017年度 顔笑れ!!委員長                               | ミニパティ 科学究明機構ロヂカ?                                    | 1,054日 （2年10か月19日） | 2015年度 | 2018年3月にアミューズとの契約終了 BABYMETAL（2023年 - ）                                                                                                 |
| 2018年度 卒業生                |                |          |                                                       |                                                                   |                           |          | |
| 新谷ゆづみ （しんたに ゆづみ） | 2003年7月20日  | 和歌山県 | 2018年度 生徒会長                                     | trico dolls                                                       | 1,059日 （2年10か月25日） | 2016年度 | Ciào Smiles（2016年 - 2019年） 2025年4月にアミューズとの契約終了                                                                                         |
| 麻生真彩 （あそう まあや）     | 2003年11月4日  | 神奈川県 | 2017年度 教育委員長 2018年度 トーク委員長             | sleepiece                                                         | 1,425日 （3年10か月25日） | 2015年度 | 2022年3月にアミューズとの契約終了 |
| 日髙麻鈴 （ひだか まりん）     | 2003年12月1日  | 神奈川県 | 2018年度 はみだせ!委員長                              | ミニパティ                                                        | 1,425日 （3年10か月25日） | 2015年度 | 2025年3月にアミューズとの契約終了 |
| 2019年度 卒業生                |                |          |                                                       |                                                                   |                           |          | |
| 藤平華乃 （ふじひら かの）     | 2004年8月28日  | 千葉県   | 2018年度 パフォーマンス委員長 2019年度 生徒会長       | sleepiece                                                         | 1,944日 （5年3か月25日）  | 2015年度 | @onefive（2019年 - ） |
| 吉田爽葉香 （よしだ そよか）   | 2004年6月14日  | 大阪府   | 2018年度 教育委員長 2019年度 顔笑れ!!委員長           | 購買部                                                            | 1,944日 （5年3か月25日）  | 2015年度 | @onefive（2019年 - ） |
| 有友緒心 （ありとも つぐみ）   | 2004年9月7日   | 千葉県   | 2019年度 はみだせ!委員長                              | 購買部                                                            | 1,578日 （4年3か月25日）  | 2016年度 | @onefive（2019年 - ） |
| 森萌々穂 （もり ももえ）       | 2004年12月8日  | 東京都   | 2019年度 トーク委員長                                 | trico dolls                                                       | 1,578日 （4年3か月25日）  | 2016年度 | @onefive（2019年 - ） |

### 在籍期間
最長在籍年度記録は菊地・水野・磯野・山出・藤平・吉田の5年度、最短は杉本の単年度。最長在籍日数記録は藤平・吉田の1,944日（5年3か月25日）、最短は杉本の330日（10か月26日）。最多同時活動人数記録は磯野・山出の24名、最少は杉本の11名。最年長在籍開始記録は黒澤の13歳11か月16日、最年少は木村の10歳2か月15日。

## 部活動
さくら学院には派生ユニットとして部活動が存在し、それぞれが部活のテーマに合った楽曲や衣装でパフォーマンスを行っている。
クッキング部 ミニパティ
コックコートを着てパフォーマンスを行う。
さくら学院開校前の2009年に結成。開校に伴いさくら学院のクッキング部という位置付けになった。初代メンバーは堀内、飯田、杉﨑の3名。
2011年7月に二代目メンバーとして菊地、水野、田口の3名による活動を開始し、2015年3月に3名とも卒業した。
2015年8月に三代目メンバーとして山出、岡崎、日髙の3名による活動を開始し、2018年3月に山出、岡崎が卒業し、以降は休部状態。
シャッフルユニットとして、「さくら学院 2011年度 放課後アンソロジー 〜幕が開くまで教えません!〜」では武藤、中元、佐藤日、「さくら学院 2013 〜白井沙樹、父兄を代表して顔笑ります!!〜」では菊地、水野、田口、野津が「プリンセス☆アラモード」を披露。また、「さくら学院 デビュー3周年記念LIVE 〜Towards Our Dream with You〜」では初代メンバーが「ハッピーバースデー」と「ミラクル♪パティフル♪ハンバーガー」を披露した。
バトン部 Twinklestars
バトントワリングのパフォーマンスを行う。
2010年11月上旬に結成を発表し、2010年11月28日の「さくら学院祭☆2010」でパフォーマンスを初披露。初代メンバーは武藤、堀内、飯田、杉﨑、佐藤日、菊地、水野の7名。
2012年3月に武藤が卒業し、以降は野津をメンバーに加えたシャッフルユニットとして、「The Road to Graduation Ⅰ〜2012年度 さくら学院 放課後アンソロジー Live The Party〜」、「さくら学院 2013 〜白井沙樹、父兄を代表して顔笑ります!!〜」、「さくら学院 デビュー3周年記念LIVE 〜Towards Our Dream with You〜」にて「Dear Mr.Socrates」を披露。
2014年9月、二代目メンバーとして菊地、水野、野津、倉島、山出の5名による活動を開始し、2015年3月に菊地、水野、野津が卒業し、以降は再び休部状態。
新聞部 SCOOPERS
眼鏡と腕章を付けてパフォーマンスを行う。
持ち歌は「Brand New Day」。
2010年11月28日の「さくら学院祭☆2010」から三吉、松井の2名で活動を開始し、2012年3月に三吉、松井が卒業し、以降は休部状態。
2015年12月6日に開催された「さくら学院 5th Anniversary LIVE 〜for you〜」の2日目公演に卒業生の三吉、松井がサプライズで登場。「Brand New Day」を披露し、曲の後半では「SCOOPERS with さくら学院」として新聞部に扮した在校生全員とコラボレーションした。
シャッフルユニットとして、「さくら学院 2011年度 放課後アンソロジー 〜幕が開くまで教えません!〜」では飯田、杉﨑、田口、「さくら学院祭☆2012」では大賀、杉本、「さくら学院☆2014 Celebration in December」では水野、磯野（自称新聞部として学院日誌などで活動していた）、「さくら学院☆2017 〜放課後アンソロジー 紅葉のシャッフル・ナイト〜」では岡田、岡崎が「Brand New Day」を披露。
重音部 BABYMETAL
黒と赤が基調のゴシック調の衣装を着てヘヴィメタル風のパフォーマンスを行う。
2010年11月28日の「さくら学院祭☆2010」で結成。メンバーは中元 (SU-METAL) 、菊地 (MOAMETAL)、水野 (YUIMETAL)  の3名。
2013年3月、中元の卒業と共にさくら学院から独立し「課外活動」になった。
シャッフルユニットとして、「さくら学院 2011年度 放課後アンソロジー 〜幕が開くまで教えません!〜」では三吉、松井、堀内、「さくら学院 デビュー3周年記念LIVE 〜Towards Our Dream with You 〜」では田口、大賀、山出が「ド・キ・ド・キ☆モーニング」を披露。また、「さくら学院☆2014 Celebration in December」では山出、岡田が「おねだり大作戦」を、「さくら学院☆2017 〜放課後アンソロジー 紅葉のシャッフル・ナイト〜」では麻生、日髙、藤平が「ギミチョコ!!」を披露。
帰宅部 sleepiece
パジャマ衣装でカバー曲を歌う。
持ち歌は「めだかの兄妹」、「すいみん不足」、「走れ正直者」、「にんげんっていいな」。
2010年11月28日の「さくら学院祭☆2010」で結成。初代メンバーは堀内、飯田、杉﨑の3名。
2013年11月1日に行われた「さくら学院祭☆2013 〜前夜祭〜」をもって、堀内、飯田、杉﨑は帰宅部を引退し、以降は休部状態となっていた。
2015年8月、二代目メンバーとして大賀、黒澤、麻生の3名による活動を開始し、2016年3月に大賀が卒業した。
2016年11月に藤平が入部し、黒澤、麻生、藤平の3名による活動を開始し、2017年3月に黒澤が卒業した以降は再び休部状態となり、2019年3月に麻生が、2020年8月に藤平が卒業した。
シャッフルユニットとして、「さくら学院 2011年度 放課後アンソロジー 〜幕が開くまで教えません!〜」では菊地、水野、磯野、「さくら学院祭☆2013」の2部では磯野、白井、山出、「さくら学院 デビュー3周年記念LIVE 〜Towards Our Dream with You〜」では佐藤日、水野、菊地が「めだかの兄妹」を披露。また、「さくら学院☆2014 Celebration in December」では野津、大賀、白井が「すいみん不足」を披露。
スペシャル編成として「The Road to Graduation 2018 Final 〜さくら学院 2018年度 卒業〜」で麻生、日髙、藤平が「すいみん不足」「めだかの兄妹」のメドレーを披露。
テニス部 Pastel Wind
ラケットを持ち、テニスウェア風の衣装でパフォーマンスを行う。
持ち歌は「スコアボードにラブがある」、「予想以上のスマッシュ」。
2012年8月4日の「TOKYO IDOL FESTIVAL 2012」で結成を発表。初代メンバーは堀内、杉﨑（部長）、田口、野津の4名。
2013年5月に堀内と入れ替わりで大賀が入部した後、2014年3月に杉﨑が卒業し、以降は休部状態。
シャッフルユニットとして、「さくら学院☆2014 Celebration in December」では菊地、水野、磯野、山出が「予想以上のスマッシュ」を、「さくら学院☆2017 〜放課後アンソロジー 紅葉のシャッフル・ナイト〜」では山出、麻生、有友、森が「スコアボードにラブがある」を披露。
科学部 科学究明機構ロヂカ?
仮想スコープ（眼鏡）とエレメントコートスーツ（白衣）を着用してパフォーマンスを行う。
2012年9月1日に結成を発表し、同年10月27・28日の「さくら学院祭☆2012」でパフォーマンスを初披露。初代メンバーは堀内（部長）、佐藤日、磯野の3名。
2014年3月に堀内、佐藤日が卒業し、以降は休部状態であった。
2015年11月に「科学部 科学究明機構ロヂカ?：Ver1.2」として磯野、倉島、岡田の3名による活動を開始し、2016年3月に磯野が卒業した。
2016年11月に「科学部 科学究明機構ロヂカ?：Ver2.0」として倉島、岡田、岡崎の3名による活動を開始し、2017年3月に倉島が卒業し、以降は再び休部状態。
シャッフルユニットとして、「さくら学院☆2014 Celebration in December」では田口、野津、倉島が「サイエンスガール ▽ サイレンスボーイ」を、「さくら学院☆2017 〜放課後アンソロジー 紅葉のシャッフル・ナイト〜」では山出、日髙、新谷が「Welcome to My Computer」を披露。
プロレス同好会
特設リング上でパフォーマンスを行う。
持ち歌は「Spin in the Wind」。
2014年9月27日の「夜公演ファストパス争奪戦 さくら学院 2014年度 秋学期試験」から田口、磯野の2名で活動を開始し、2015年3月に田口が卒業し、以降は休部状態。
シャッフルユニットとして、「さくら学院 Summer LIVE 2020 〜放課後アンソロジー 君と見た夏色桜花〜」では八木と戸高がプロレス同好会として登場し、シークレットゲストとして登場した初代メンバーの田口と磯野と共に「Spin in the Wind」を披露した。
購買部
公式グッズのセールストークを行うほか、公式グッズの「購買部 メガホン」を持ってパフォーマンスを行う。
持ち歌は「ピース de Check!」、「あきんど☆魂」。
2014年9月27日の「夜公演ファストパス争奪戦 さくら学院 2014年度 秋学期試験」から野津、白井の2名で活動を開始し、2015年3月に野津が卒業した。
2015年8月に白井、吉田の2名による活動を開始し、2016年3月に白井が卒業した。
2016年8月に有友が仮入部、11月に正式に入部して吉田、有友2名による活動を開始した後、2020年2月に八木が仮入部し、2020年8月に吉田と有友が卒業した。
2020年11月の「10th Anniversary さくら学院☆2020 〜Departure〜」では、八木が単独で購買部の正規部員として、高座に上がった落語家の小噺風に公式グッズ紹介を行った。
2021年8月のさくら学院最終公演の「さくら学院 The Final 〜夢に向かって〜」で佐藤愛が正規部員として入部して、八木と共に「あきんど☆魂」の“2020年度最終決算大セール”バージョンを披露した。
正式な部活動として結成される以前からライブでのMCや学院日誌などで活動を行っていた。
美術部 Art Performance Unit ”trico dolls”
ベレー帽、ズボン、サスペンダーを着用してパフォーマンスを行う。
持ち歌は「C'est la vie」。
2018年11月25日の「さくら学院祭☆2018」から新谷、森（部長）、野崎の3名で活動を開始し、2019年3月に新谷が、2020年8月に森が卒業した。
シャッフルユニットとして、「さくら学院 Summer LIVE 2020 〜放課後アンソロジー 君と見た夏色桜花〜」では野崎・野中・佐藤愛が「C'est la vie」を披露した。

## 略歴
（特記なき場合の出典は公式サイトの「さくら学院のあゆみ」によった。また、さくら学院運営上の年度で記載した。）

### 2010年度
- 4月、開校（結成）。オリジナルメンバーは武藤（生徒会長）、三吉、松井、中元、堀内、飯田、杉﨑、佐藤日の8人。
- 5月6日発売[105]の、『ピュア☆ピュア(pure2)』Vol.57にてメディア初登場。
- 6月30日、「TOKYO IDOL FESTIVAL 2010」の制作記者発表に堀内、飯田、杉﨑が出席[106]。
- 8月7日、結成後初のイベント出演となる「TOKYO IDOL FESTIVAL 2010」に出演。また、第一弾楽曲『夢に向かって』を期間限定配信[58]。
- 同日、菊地、水野が転入[58]。以下の10名体制となる。

中等部2年：武藤（生徒会長）、三吉、松井
中等部1年：中元
小等部6年：堀内、飯田、杉﨑、佐藤日
小等部5年：菊地、水野
- 8月17日、ニコニコ動画にて「さくら学院 公式チャンネル」を開設[58]。
- 11月28日、横浜赤レンガ倉庫にて、初の単独ライブとなる「さくら学院祭☆2010」を開催。クッキング部（さくら学院派生ユニットとして）、バトン部、新聞部、重音部、帰宅部がパフォーマンスを初披露[82][86]。担任の先生役として森ハヤシが初登場[107]。
- 12月8日、1stシングル『夢に向かって / Hello ! IVY』でトイズファクトリーよりメジャーデビュー[108]。収録曲の「Hello! IVY」が雑貨ブランド「MONO COMME CA（モノコムサ）」のコラボレーションソングに起用される[109]。
- 2011年3月16日、3月11日に発生した東日本大震災の影響を受けて、3月23日に発売予定だった初アルバム『さくら学院 2010年度 ～message～』の発売延期と、一連の発売記念イベントの開催延期が発表される[110]。
- 3月18日、同上の影響を受けて、「さくら学院2011年度 〜Departure〜」の開催延期が発表される[111]。
- 3月30日、発売延期が発表されていた『さくら学院 2010年度 ～message～』の4月27日の発売が発表される[112]。
- 3月31日、開催延期が発表されていた「さくら学院2011年度 〜Departure〜」の中止とチケット払い戻しが発表される[113]。

### 2011年度
- 4月21日、開催延期が発表されていた一連の『さくら学院 2010年度 ～message～』発売記念イベントの開催日時が発表される[114]。
- 4月27日、初アルバム『さくら学院 2010年度 〜message〜』を発売。
- 6月8日、中止が発表されていた「さくら学院2011年度 〜Departure〜」の代替公演として、7月23日と24日に「さくら学院2011年度 NEW ～Departure～」を開催する事が発表される[115]。
- 7月6日、Twinklestarsがメジャーデビュー[116]。
- 7月23日・24日、shibuya duo MUSIC EXCHANGEにて「さくら学院2011年度 NEW 〜Departure〜」を開催。23日の公演で、田口、磯野が転入。以下の12名体制となる。

中等部3年：武藤（生徒会長）、三吉、松井
中等部2年：中元
中等部1年：堀内、飯田、杉﨑、佐藤日
小等部6年：菊地、水野、田口
小等部5年：磯野
- 10月14日より、『NTT東日本 FLET'S 光 WiFi』のCMに「光の天使」として出演。
- 10月23日、ユニバーサルJへの移籍を発表[117]。
- 11月23日、「オープンキャンパス学校説明会」を開催し、放送作家の倉本美津留が校長に就任。
- 12月21日、2ndシングル『ベリシュビッッ』を発売。
- 2012年1月8日より、初のテレビレギュラー番組『さくら学院SUN』（TOKYO MX）が開始[118]。（同年3月まで）
- 2月15日、3rdシングル『旅立ちの日に』を発売。
- 3月21日、2ndアルバム『さくら学院 2011年度 〜FRIENDS〜』を発売。
- 3月25日、日本橋三井ホールにて「さくら学院 2011年度 卒業 〜旅立ち〜」を開催。武藤、三吉、松井が卒業。

### 2012年度
- 5月6日、横浜赤レンガ倉庫にて「さくら学院 2012年度 転入式」を開催。野津、大賀、杉本が転入し、中元が2代目生徒会長、堀内が副生徒会長、飯田が副々生徒会長に就任。以下の12名体制となる。

中等部3年：中元（生徒会長）
中等部2年：堀内（副生徒会長）、飯田（副々生徒会長）、杉﨑、佐藤日
中等部1年：菊地、水野、田口、野津
小等部6年：磯野、大賀、杉本
- 8月4日、「TOKYO IDOL FESTIVAL 2012」にて、新部活動としてテニス部が発足することが発表された[119]。
- 9月5日、4thシングル『WONDERFUL JOURNEY』を発売。
- 10月27日・28日、恵比寿ガーデンホールにて「さくら学院祭☆2012」を開催。新たに発足した「科学部 科学究明機構ロヂカ?」のパフォーマンスが初披露された[97]。また、テニス部の名前が「Pastel Wind」と発表された[要出典]。
- 2013年1月9日、BABYMETALがメジャーデビュー[58]。
- 2月27日、5thシングル『My Graduation Toss』を発売。
- 3月13日、3rdアルバム『さくら学院 2012年度 〜My Generation〜』を発売。
- 3月29日、渋谷CLUB QUATTROにて「The Road to Graduation I 〜2012年度 さくら学院 放課後アンソロジー Live The Party〜」を開催。杉本のグループ卒業を発表。
- 3月31日、東京国際フォーラム ホールCにて「The Road to Graduation Final 〜さくら学院 2012年度 卒業〜」を開催。中元、杉本が卒業。

### 2013年度
- 5月5日、渋谷区文化総合センター大和田さくらホールにて「さくら学院 2013年度 〜転入式〜」を開催。白井、山出が転入し、堀内が3代目生徒会長、飯田がパフォーマンス委員長、杉﨑がトーク委員長、佐藤日がムード委員長に就任。新制服を発表[120]。以下の12名体制となる。

中等部3年：堀内（生徒会長）、飯田（パフォーマンス委員長）、杉﨑（トーク委員長）、佐藤日（ムード委員長）
中等部2年：菊地、水野、田口、野津
中等部1年：磯野、大賀、白井
小等部5年：山出
- 6月8日、さくら学院職員室公式Twitterアカウントが開設[121]。
- 10月9日、6thシングル『顔笑れ!!』を発売。
- 12月8日、アミューズ・ミュージカルシアターにて「さくら学院 デビュー3周年記念LIVE 〜Towards Our Dream with You〜」を開催。アンコールで武藤がサプライズ登場。
- 2014年2月12日、7thシングル『Jump Up 〜ちいさな勇気〜』を発売。
- 3月12日、4thアルバム『さくら学院 2013年度 〜絆〜』を発売。
- 3月30日、渋谷公会堂にて「The Road to Graduation Final 〜さくら学院 2013年度 卒業〜」を開催。堀内、飯田、杉﨑、佐藤日が卒業。

### 2014年度
- 5月5日、めぐろパーシモンホールにて「さくら学院 2014年度 〜転入式〜」を開催。倉島、岡田が転入し、菊地が4代目生徒会長、水野がプロデュース委員長、田口が気合委員長、野津が2代目トーク委員長に就任。以下の10名体制となる。

中等部3年：菊地（生徒会長）、水野（プロデュース委員長）、田口（気合委員長）、野津（トーク委員長）
中等部2年：磯野、大賀、白井
中等部1年：倉島
小等部6年：山出、岡田
- 9月27日、ディファ有明にて「夜公演ファストパス争奪戦 さくら学院 2014年度 秋学期試験」及び「さくら学院 2014〜紅葉 秋の陣〜」を昼夜2部制で開催。前者のイベントにて、プロレス同好会と購買部が初披露される[99]。
- 10月22日、1stDVDシングル『ハートの地球』を発売。
- 2015年1月19日より、初のインターネットレギュラー番組『さくら学院の放課後!〜学んdeマンデー!〜』が開始。
- 3月4日、2ndDVDシングル『仰げば尊し 〜from さくら学院 2014〜』を発売。
- 3月25日、5thアルバム『さくら学院 2014年度 〜君に届け〜』を発売。
- 3月29日、NHKホールにて「The Road to Graduation 2014 Final 〜さくら学院 2014年度 卒業〜」を開催。同時に史上最年少でライブビューイングも開催[122]。菊地、水野、田口、野津が卒業。

### 2015年度
- 5月6日、恵比寿ガーデンホールにて「さくら学院 2015年度 〜転入式〜」を開催。黒澤、岡崎、麻生、日髙、藤平、吉田が転入し、磯野が5代目生徒会長、大賀が教育委員長、白井が3代目トーク委員長に就任。以下の12名体制となる。

中等部3年：磯野（生徒会長）、大賀（教育委員長）、白井（トーク委員長）
中等部2年：倉島、黒澤
中等部1年：山出、岡田、岡崎
小等部6年：麻生、日髙
小等部5年：藤平、吉田
- 12月5日・6日、神奈川芸術劇場にて「さくら学院 5th Anniversary LIVE 〜for you〜」を開催。2日目のアンコールで三吉と松井がサプライズ登場し、新聞部 SCOOPERSの「Brand New Day」を披露した[87]。
- 2016年3月3日、6thアルバム『さくら学院 2015年度 〜キラメキの雫〜』を発売。
- 3月27日、神奈川県民ホールにて「The Road to Graduation 2015 Final 〜さくら学院 2015年度 卒業〜」を開催。磯野、大賀、白井が卒業。

### 2016年度
- 5月6日、中野サンプラザホールにて「さくら学院 2016年度 〜転入式〜」を開催。新谷、有友、森が転入し、倉島が6代目生徒会長、黒澤がMC委員長、山出が生徒会副会長に就任。新制服を発表[123]。以下の12名体制となる。

中等部3年：倉島（生徒会長）、黒澤（MC委員長）
中等部2年：山出（生徒会副会長）、岡田、岡崎
中等部1年：麻生、日髙、新谷
小等部6年：藤平、吉田、有友、森
- 8月24日 - 9月4日、初の舞台公演「秋桜学園合唱部」を赤坂RED/THEATERにて上演。
- 2017年3月3日、7thアルバム『さくら学院 2016年度 〜約束〜』を発売。
- 3月25日、中野サンプラザホールにて「The Road to Graduation 2016 Final 〜さくら学院 2016年度 卒業〜」を開催。倉島、黒澤が卒業[124]。
- 3月27日、『さくら学院の放課後!～学んdeマンデー～』の最終回を配信[125]。

### 2017年度
- 5月7日、恵比寿ザ・ガーデンホールにて「さくら学院 2017年度 〜転入式〜」を開催。田中、八木が転入し、山出が7代目生徒会長、岡田が4代目トーク委員長、岡崎が顔笑れ!!委員長、麻生が2代目教育委員長に就任。以下の12名体制となる。

中等部3年：山出（生徒会長）、岡田（トーク委員長）、岡崎（顔笑れ!!委員長）
中等部2年：麻生（教育委員長）、日髙、新谷
中等部1年：藤平、吉田、有友、森
小等部5年：田中、八木
- 6月12日より、インターネットレギュラー番組『さくら学院の顔笑れ!!FRESH!マンデー』が開始。
- 2018年3月3日、8thアルバム『さくら学院 2017年度 〜My Road〜』を発売。
- 3月24日、中野サンプラザホールにて「The Road to Graduation 2017 Final 〜さくら学院 2017年度 卒業〜」を開催。山出、岡田、岡崎が卒業[126]。

### 2018年度
- 5月6日、なかのZERO大ホールにて「さくら学院 2018年度 〜転入式〜」を開催。白鳥、野中、野崎が転入し、新谷が8代目生徒会長、麻生が5代目トーク委員長、日髙がはみだせ!委員長、藤平が2代目パフォーマンス委員長、吉田が3代目教育委員長に就任。以下の12名体制となる[127]。

中等部3年：新谷（生徒会長）、麻生（トーク委員長）、日髙（はみだせ!委員長）
中等部2年：藤平（パフォーマンス委員長）、吉田（教育委員長）、有友、森
中等部1年：白鳥、野中
小等部6年：田中、八木
小等部5年：野崎
- 11月25日、東京国際フォーラム ホールCにて「さくら学院祭☆2018」を開催。美術部 Art Performance Unit ”trico dolls”が初披露される[104]。
- 2019年3月3日、9thアルバム『さくら学院 2018年度 〜Life 色褪せない日々〜』を発売。
- 3月30日、神奈川県民ホールにて「The Road to Graduation 2018 Final 〜さくら学院 2018年度 卒業〜」を開催。麻生、日髙、新谷が卒業[93]。

### 2019年度
- 5月6日、文京シビックホール大ホールにて「さくら学院 2019年度 〜転入式〜」を開催、佐藤愛、戸高、木村が転入し、藤平が9代目生徒会長、吉田が2代目顔笑れ!!委員長、有友が2代目はみだせ!委員長、森が6代目トーク委員長に就任。新制服を発表。以下の12名体制となる[128]。

中等部3年：藤平（生徒会長）、吉田（顔笑れ!!委員長）、有友（はみだせ!委員長）、森（トーク委員長）
中等部2年：白鳥、野中
中等部1年：田中、八木、佐藤愛、戸高
小等部6年：野崎
小等部5年：木村
- 10月19日、KAAT神奈川芸術劇場にて「さくら学院祭☆2019」を開催。中等部3年の4名で結成されたガールズユニット@onefiveが初披露される[78]。
- 2020年2月28日、日本における新型コロナウイルス感染症の感染拡大に伴う政府からのイベント自粛要請を受けて、『南波一海のアイドル三十六房 特別編「さくら学院2019年度 ～Story～」発売記念 中等部3年トークスペシャル!』公開収録、「歌の考古学〜2019年度〜」、「The Road to Graduation 2019 〜放課後アンソロジー レッツ スタンディング〜」 の3イベントの開催中止が発表される[129]。
- 3月2日以降、上記を受けてインターネットレギュラー番組『さくら学院の顔笑れ!!FRESH!マンデー』が特別編成となる。3月は森ハヤシのみスタジオ出演しメンバーは自宅から声のみの出演、4月は総集編配信、5月は4月配信分のアーカイブ配信、6月から2021年7月16日配信回までは森ハヤシのみスタジオ出演しメンバーは自宅からオンライン映像出演となった。
- 3月3日、10thアルバム『さくら学院 2019年度 〜Story〜』を発売。
- 3月12日、中止が発表されていた「歌の考古学〜2019年度〜」は5月2日に、3月29日に実施予定だった「The Road to Graduation 2019 Final 〜さくら学院 2019年度 卒業〜」は5月29日に延期して公演を実施する予定が発表される[130]。
- 4月15日、4月7日に日本国政府より発令された改正・新型インフルエンザ等対策特別措置法32条1項に基づく新型コロナウイルス緊急事態宣言を受け、5月2日と5月29日に振り替え公演予定だった「歌の考古学〜2019年度〜」と「The Road to Graduation 2019 Final 〜さくら学院 2019年度 卒業〜」の公演中止とチケット払い戻しが発表される。卒業公演に関しては「政府および関係機関の動向を注視し、環境が整い次第、実施方法含め開催を検討」と発表される[131]。
- 7月27日、発売が延期されていた2019年度の卒業写真集の8月6日の発売が発表され、この購入特典として8月14日に『南波一海のアイドル三十六房』を、8月31日に謝恩会を無観客オンライン配信することが発表された。これと同時に中止が発表されていた卒業公演「The Road to Graduation 2019 Final 〜さくら学院 2019年度 卒業〜」を8月30日にスペシャル・プログラムの「The Road to Graduation 2019 Special Program 〜最後のホームルーム〜」と共に無観客オンライン有料配信することが発表された。
- 8月30日、無観客有料オンライン配信ライブ「The Road to Graduation 2019 Final 〜さくら学院 2019年度 卒業〜」を配信。藤平、吉田、有友、森が卒業[132]。

### 2020年度
- 9月1日、さくら学院公式サイトにおいて、2021年8月31日をもってさくら学院の活動を終了すること、最終年度となる2020年度の活動期間は2020年9月1日から2021年8月31日までであり、白鳥、野中、田中、八木、佐藤愛、戸高、野崎、木村の8名で活動することが発表された[2]。活動終了の理由については、メンバーを取り巻く環境の変化や状況等をふまえた結果、「メンバーが夢を実現し、一人一人が様々な分野で活躍できるスーパーレディーに成長していくという目標のためには、より個々にあった育成を強化し、個人それぞれに特化した活動に注力していくという変化が必要」との結論に至ったことによるものと発表された[2]。
- 9月14日、同日に配信されたインターネットレギュラー番組『さくら学院の顔笑れ!!FRESH!マンデー』において、新年度オリエンテーションと2020年度生徒総会を開催。野中が10代目生徒会長、白鳥が7代目トーク委員長、田中が2代目気合委員長、八木が3代目生徒会副会長、佐藤愛が4代目教育委員長、戸高が3代目パフォーマンス委員長、野崎が初代PR委員長、木村が初代がむしゃら!委員長に就任[133]。
- 11月13日 - 15日、さくら学院10周年の第1弾イベントとして、トークイベント「さくら学院 10th Anniversary PTA総会」、寸劇「2020年度がむしゃら!ホームルーム奮闘劇」、ライブ「10th Anniversary さくら学院☆2020 〜Departure〜」を3夜連続で無観客有料オンライン配信した[103]。トークイベント「PTA総会」は2021年7月までに計6回開催されて配信された。
- 12月8日、これまで発売された全アルバムのデジタル配信が開始された。
- 2021年6月12日 - 13日、2020年2月以来1年4か月ぶりに有観客での公演を再開した。（公開授業「写真の授業」・「歌の考古学」を実施）
- 7月31日、1年5か月ぶりに有観客でのライブを再開した。（「さくら学院 Summer LIVE 2020 〜放課後アンソロジー 君と見た夏色桜花〜」を実施）
- 8月7日、11thアルバム『さくら学院 2020年度 〜Thank you〜』を発売。
- 8月23日、『さくら学院の顔笑れ!!FRESH!マンデー』の最終回を配信。2020年2月以来1年6か月ぶりに生徒がスタジオに出演。
- 8月29日、東京・中野サンプラザでラストライブ『さくら学院 The Final 〜夢に向かって〜』を開催[134]。最後の“生徒”となった在校生8人全員に卒業証書が授与され、閉校式も執り行われた[134]。
- 8月31日、閉校（活動終了）[1]。

## 作品

### さくら学院の作品

#### シングルCD
| #                  | 発売日         | タイトル                   | 最高順位 | 規格品番                                                                  | 販売形態   | 備考                       |
| ------------------ | -------------- | -------------------------- | -------- | ------------------------------------------------------------------------- | ---------- | -------------------------- |
| トイズファクトリー |                |                            |          |                                                                           |            |                            |
| 1                  | 2010年12月8日  | 夢に向かって / Hello ! IVY | 35位     | TFCC-89321                                                                | CD         |                            |
| ユニバーサルJ      |                |                            |          |                                                                           |            |                            |
| -                  | 2011年11月23日 | FRIENDS                    | -        |                                                                           | CD         | ライブ会場限定             |
| 2                  | 2011年12月21日 | ベリシュビッッ             | 29位     | UPCH-9694（初回盤） PROJ-5002（キャンパスチケット盤） UPCH-5727（通常盤） | CD＋DVD CD |                            |
| 3                  | 2012年2月15日  | 旅立ちの日に               | 14位     | UPCH-9716（初回盤） UPCH-5734（通常盤）                                   | CD＋DVD CD |                            |
| 4                  | 2012年9月5日   | WONDERFUL JOURNEY          | 23位     | UPCH-9764（初回限定盤A） UPCH-9765（初回限定盤B） UPCH-5762（通常盤）     | CD＋DVD CD |                            |
| 5                  | 2013年2月27日  | My Graduation Toss         | 13位     | UPCH-9836（初回限定盤A） UPCH-9837（初回限定盤B） UPCH-5784（通常盤）     | CD＋DVD CD |                            |
| 6                  | 2013年10月9日  | 顔笑れ!!                   | 6位      | UPCH-9893（初回限定盤A） UPCH-9894（初回限定盤B） UPCH-5809（通常盤）     | CD＋DVD CD |                            |
| 7                  | 2014年2月12日  | Jump Up 〜ちいさな勇気〜   | 25位     | UPCH-9919（初回限定盤A） UPCH-9920（初回限定盤B） UPCH-5813（通常盤）     | CD＋DVD CD |                            |
| アミューズ         |                |                            |          |                                                                           |            |                            |
| -                  | 2015年9月27日  | マセマティカ!              | -        | SGCD-0001                                                                 | グッズ＋CD | ライブ会場・アスマート限定 |
| -                  | 2019年12月8日  | Merry Xmas to you          | -        |                                                                           | グッズ＋CD | ライブ会場・アスマート限定 |

#### ビデオシングル
| #             | 発売日         | タイトル                            | 最高順位 | 規格品番                                                      | 販売形態                 | 備考                                                |
| ------------- | -------------- | ----------------------------------- | -------- | ------------------------------------------------------------- | ------------------------ | --------------------------------------------------- |
| ユニバーサルJ |                |                                     |          |                                                               |                          |                                                     |
| 1             | 2014年10月22日 | ハートの地球                        | 3位      | UPBH-1370（TYPE A） UPBH-1371（TYPE B） PDXJ-1001（学院祭盤） | Blu-ray（学院祭盤）, DVD |                                                     |
| 2             | 2015年3月4日   | 仰げば尊し 〜from さくら学院 2014〜 | 2位      | UPBH-1380（TYPE A） UPBH-1381（TYPE B）                       | DVD                      |                                                     |
| アミューズ    |                |                                     |          |                                                               |                          |                                                     |
| -             | 2015年12月8日  | School days - 2015 -                | -        | SGBD-0002                                                     | Blu-ray＋CD              | ライブ会場・アスマート限定 メモリアルパンフレット付 |
| -             | 2015年12月8日  | School days - 2015 -                | -        | SGDV-0003                                                     | DVD＋CD                  | ライブ会場・アスマート限定 メモリアルパンフレット付 |
| -             | 2016年9月17日  | メロディック・ソルフェージュ        | -        | SGDV-0006                                                     | グッズ＋DVD              | ライブ会場・アスマート限定                          |

#### デジタル配信シングル
| アミューズ |               |              |                        |
| 1          | 2020年12月8日 | Thank you... | さくら学院10周年記念曲 |

#### アルバム
| #                  | 発売日        | タイトル                                    | 最高順位 | 規格品番                                                                                          | 販売形態                  | 備考                                                                        |
| ------------------ | ------------- | ------------------------------------------- | -------- | ------------------------------------------------------------------------------------------------- | ------------------------- | --------------------------------------------------------------------------- |
| トイズファクトリー |               |                                             |          |                                                                                                   |                           |                                                                             |
| 1                  | 2011年4月27日 | さくら学院 2010年度 〜message〜             | 54位     | TFCC-86349（初回さ盤） TFCC-86350（初回く盤） TFCC-86351（初回ら盤） TFCC-86352（通常盤）         | CD＋DVD CD                | 発売日が変更された                                                          |
| ユニバーサルJ      |               |                                             |          |                                                                                                   |                           |                                                                             |
| 2                  | 2012年3月21日 | さくら学院 2011年度 〜FRIENDS〜             | 56位     | UPCH-9724（初回さ盤） UPCH-9725（初回く盤） UPCH-9726（初回ら盤） UPCH-1866（通常盤）             | CD＋DVD CD                |                                                                             |
| 3                  | 2013年3月13日 | さくら学院 2012年度 〜My Generation〜       | 39位     | UPCH-9844（初回さ盤） UPCH-9845（初回く盤） UPCH-9846（初回ら盤） UPCH-1916（通常盤）             | CD＋DVD CD                |                                                                             |
| 4                  | 2014年3月12日 | さくら学院 2013年度 〜絆〜                  | 29位     | UPCH-9925（初回さ盤） UPCH-9926（初回く盤） UPCH-9927（初回ら盤） UPCH-1967（通常盤）             | CD＋DVD CD                |                                                                             |
| 5                  | 2015年3月25日 | さくら学院 2014年度 〜君に届け〜            | 18位     | UPCH-9982（初回さ盤） UPCH-9983（初回く盤） UPCH-9984（初回ら盤） UPCH-2019（通常盤）             | CD＋DVD CD＋Blu-ray CD    |                                                                             |
| アミューズ         |               |                                             |          |                                                                                                   |                           |                                                                             |
| 6                  | 2016年3月3日  | さくら学院 2015年度 〜キラメキの雫〜        | 15位     | SGAL-0001（初回さくら盤） SGAL-0002（初回学院盤） SGAL-0003（通常盤）                             | CD＋Blu-ray CD＋DVD CD    | アスマート・タワーレコード店頭限定                                          |
| 7                  | 2017年3月3日  | さくら学院 2016年度 〜約束〜                | 18位     | SGAL-0004（初回さくら盤） SGAL-0005（初回学院盤） SGAL-0006（通常盤）                             | CD＋Blu-ray CD＋DVD CD    | アスマート・タワーレコード店頭限定                                          |
| 8                  | 2018年3月3日  | さくら学院 2017年度 〜My Road〜             | 16位     | SGAL-0007（初回さくら盤） SGAL-0008（初回学院盤） SGAL-0009（通常盤）                             | CD＋Blu-ray CD＋DVD CD    | アスマート・タワーレコード店頭限定                                          |
| 9                  | 2019年3月3日  | さくら学院 2018年度 〜Life 色褪せない日々〜 | 31位     | SGAL-0010（初回さくら盤） SGAL-0011（初回学院盤） SGAL-0012（通常盤）                             | CD＋Blu-ray CD＋DVD CD    | アスマート・タワーレコード店頭限定                                          |
| 10                 | 2020年3月3日  | さくら学院 2019年度 〜Story〜               | 12位     | SGAL-0013（初回さくら盤） SGAL-0014（初回学院盤） SGAL-0015（通常盤） SGAL-0016（初回アナログ盤） | CD＋Blu-ray CD＋DVD CD LP | アスマート・タワーレコード店頭限定 （アナログ盤のみタワーレコード店頭限定） |
| 11                 | 2021年8月7日  | さくら学院 2020年度 〜Thank you〜           | 24位     | SGAL-0017（初回さくら盤） SGAL-0018（初回学院盤） SGAL-0019（アナログ盤）                         | CD＋Blu-ray CD＋DVD LP    | アスマート・タワーレコード店頭限定 （アナログ盤のみタワーレコード店頭限定） |

#### 映像作品

##### ライブ
| #                                  | 発売日        | タイトル                                                       | 最高順位 | 規格品番           | 販売形態 | 備考 |
| ---------------------------------- | ------------- | -------------------------------------------------------------- | -------- | ------------------ | -------- | --- |
| アミューズソフトエンタテインメント |               |                                                                |          |                    |          | |
| 1                                  | 2012年6月27日 | さくら学院 FIRST LIVE & DOCUMENTARY 2010 to 2011 〜SMILE〜     | 53位     | ASBY-5346          | DVD      | |
| ユニバーサルJ                      |               |                                                                |          |                    |          | |
| 2                                  | 2013年7月3日  | The Road to Graduation Final 〜さくら学院 2012年度 卒業〜      | 31位     | UPBH-1347          | DVD      | |
| 3                                  | 2014年2月12日 | さくら学院祭☆2013 -LIVE EDITION-                               | 27位     | UPBH-1358          | DVD      | |
| 4                                  | 2014年7月23日 | さくら学院 The Road to Graduation 2013 〜絆〜                  | 34位     | UPBH-1365          | DVD      | |
| アミューズ                         |               |                                                                |          |                    |          | |
| 5                                  | 2015年7月7日  | さくら学院 The Road to Graduation 2014 〜君に届け〜            | -        | SGDV-0001/2        | DVD      | アスマート・タワーレコード店頭限定 DVDは映像の不具合により一時販売を見合せ Blu-rayアスマート限定盤はメモリアルパンフレット付 |
| 5                                  | 2015年7月7日  | さくら学院 The Road to Graduation 2014 〜君に届け〜            | 8位      | SGBD-0001          | Blu-ray  | アスマート・タワーレコード店頭限定 DVDは映像の不具合により一時販売を見合せ Blu-rayアスマート限定盤はメモリアルパンフレット付 |
| 6                                  | 2016年7月7日  | さくら学院 The Road to Graduation 2015 〜キラメキの雫〜        | -        | SGDV-0004/5        | DVD      | アスマート・タワーレコード店頭限定 Blu-rayアスマート限定盤はMemorialパンフレット付 |
| 6                                  | 2016年7月7日  | さくら学院 The Road to Graduation 2015 〜キラメキの雫〜        | 6位      | SGBD-0003          | Blu-ray  | アスマート・タワーレコード店頭限定 Blu-rayアスマート限定盤はMemorialパンフレット付 |
| 7                                  | 2017年7月7日  | さくら学院 The Road to Graduation 2016 〜約束〜                | 15位     | SGDV-0009/10       | DVD      | アスマート・タワーレコード店頭限定 Blu-rayアスマート限定盤はMemorialパンフレット付 |
| 7                                  | 2017年7月7日  | さくら学院 The Road to Graduation 2016 〜約束〜                | 4位      | SGBD-0004          | Blu-ray  | アスマート・タワーレコード店頭限定 Blu-rayアスマート限定盤はMemorialパンフレット付 |
| 8                                  | 2018年2月14日 | さくら学院祭☆2017                                              | 14位     | SGDV-0011/12       | DVD      | アスマート・タワーレコード店頭限定 |
| 8                                  | 2018年2月14日 | さくら学院祭☆2017                                              | 3位      | SGBD-0005          | Blu-ray  | アスマート・タワーレコード店頭限定 |
| 9                                  | 2018年7月7日  | さくら学院 The Road to Graduation 2017 〜My Road〜             | 17位     | SGDV-0013/14       | DVD      | アスマート・タワーレコード店頭限定 Blu-rayアスマート限定盤はMemorialパンフレット付 |
| 9                                  | 2018年7月7日  | さくら学院 The Road to Graduation 2017 〜My Road〜             | 8位      | SGBD-0006          | Blu-ray  | アスマート・タワーレコード店頭限定 Blu-rayアスマート限定盤はMemorialパンフレット付 |
| 10                                 | 2019年2月14日 | さくら学院祭☆2018                                              | -        | SGDV-0015/16       | DVD      | アスマート・タワーレコード店頭限定 Blu-rayアスマート限定盤はMemorialパンフレット付 |
| 10                                 | 2019年2月14日 | さくら学院祭☆2018                                              | 2位      | SGBD-0007          | Blu-ray  | アスマート・タワーレコード店頭限定 Blu-rayアスマート限定盤はMemorialパンフレット付 |
| 11                                 | 2019年7月7日  | さくら学院 The Road to Graduation 2018 〜Life 色褪せない日々〜 | 18位     | SGDV-0017/18       | DVD      | アスマート・タワーレコード店頭限定 Blu-rayアスマート限定盤はMemorialパンフレット付 |
| 11                                 | 2019年7月7日  | さくら学院 The Road to Graduation 2018 〜Life 色褪せない日々〜 | 10位     | SGBD-0008          | Blu-ray  | アスマート・タワーレコード店頭限定 Blu-rayアスマート限定盤はMemorialパンフレット付 |
| 12                                 | 2020年2月14日 | さくら学院祭☆2019                                              | 15位     | SGDV-0019/20       | DVD      | アスマート・タワーレコード店頭限定 Blu-rayアスマート限定盤はMemorialパンフレット付 |
| 12                                 | 2020年2月14日 | さくら学院祭☆2019                                              | 7位      | SGBD-0009          | Blu-ray  | アスマート・タワーレコード店頭限定 Blu-rayアスマート限定盤はMemorialパンフレット付 |
| 13                                 | 2020年12月8日 | さくら学院 The Road to Graduation 2019 〜Story〜               |          | SGDV-0021/22/23/24 | DVD      | アスマート・タワーレコード店頭限定 Blu-rayアスマート限定盤はMemorialパンフレット付 「さくら学院2019年度～転入式～」と「さくら学院☆2019 ～Happy Xmas～」の2公演と特典映像も併せて収録 |
| 13                                 | 2020年12月8日 | さくら学院 The Road to Graduation 2019 〜Story〜               |          | SGBD-0010/11       | Blu-ray  | アスマート・タワーレコード店頭限定 Blu-rayアスマート限定盤はMemorialパンフレット付 「さくら学院2019年度～転入式～」と「さくら学院☆2019 ～Happy Xmas～」の2公演と特典映像も併せて収録 |
| 14                                 | 2022年1月28日 | さくら学院 The Final ～夢に向かって～                          | 14位     | SGDV-0025/26/27/28 | DVD      | アスマート・タワーレコード店頭限定 Blu-rayアスマート限定盤はMemorialパンフレット・パス・Tシャツ・フォトフレーム、プロレス同好会☆2020 リストバンド、美術部 Art Performance Unit trico dolls☆2020と購買部☆2020 のステッカー付 「10th Anniversary さくら学院☆2020 ～Happy Xmas～」と「10th Anniversary さくら学院☆2020 ～The Days～」と「さくら学院 Summer LIVE 2020 ～放課後アンソロジー 君と見た夏色桜花～」の3公演と特典映像も併せて収録 |
| 14                                 | 2022年1月28日 | さくら学院 The Final ～夢に向かって～                          | 6位      | SGBD-0012/13       | Blu-ray  | アスマート・タワーレコード店頭限定 Blu-rayアスマート限定盤はMemorialパンフレット・パス・Tシャツ・フォトフレーム、プロレス同好会☆2020 リストバンド、美術部 Art Performance Unit trico dolls☆2020と購買部☆2020 のステッカー付 「10th Anniversary さくら学院☆2020 ～Happy Xmas～」と「10th Anniversary さくら学院☆2020 ～The Days～」と「さくら学院 Summer LIVE 2020 ～放課後アンソロジー 君と見た夏色桜花～」の3公演と特典映像も併せて収録 |

##### その他
| 発売日        | タイトル                | 最高順位 | 規格品番    | 販売形態 | 備考                                            |
| ------------- | ----------------------- | -------- | ----------- | -------- | ----------------------------------------------- |
| ユニバーサルJ |                         |          |             |          |                                                 |
| 2013年2月27日 | さくら学院SUN! –まとめ– | 165位    | UPBH-1322   | DVD      | レギュラーテレビ番組の映像化作品                |
| アミューズ    |                         |          |             |          |                                                 |
| 2016年11月3日 | 秋桜学園 合唱部         | -        | SGDV-0007/8 | DVD      | 主演舞台の映像化作品 ライブ会場・アスマート限定 |

### 部活動ユニットの作品

#### シングル
| #                                                                       | 発売日         | タイトル                            | 最高順位 | 規格品番                                                                                     | 販売形態                     | レーベル / 備考                         |
| ----------------------------------------------------------------------- | -------------- | ----------------------------------- | -------- | -------------------------------------------------------------------------------------------- | ---------------------------- | --------------------------------------- |
| バトン部 Twinklestars                                                   |                |                                     |          |                                                                                              |                              |                                         |
| -                                                                       | 2010年11月28日 | Dear Mr.Socrates                    | -        | 226-LDKCD                                                                                    | CD                           | LD&K Records ライブ会場・オンライン限定 |
| -                                                                       | 2011年1月26日  | Dear Mr.Socrates                    | -        | 227-LDKDV                                                                                    | DVD                          | LD&K Records ライブ会場・オンライン限定 |
| 1                                                                       | 2011年7月6日   | プリーズ!プリーズ!プリーズ!         | 67位     | LDGF-00001/B（初回盤A） LDGF-00002/B（初回盤B） LDGF-00003（通常盤）                         | CD＋DVD CD                   | Goflag                                  |
| 重音部 BABYMETAL ※さくら学院から独立後のリリース分は「BABYMETAL」を参照 |                |                                     |          |                                                                                              |                              |                                         |
| -                                                                       | 2011年10月22日 | ド・キ・ド・キ☆モーニング           | -        | JOBR-0001J（重音部 ver.） JOBR-0001B（BABYMETAL ver.）                                       | DVD+タオル                   | 重音部RECORDS (インディーズ)            |
| 1                                                                       | 2012年3月7日   | BABYMETAL×キバオブアキバ            | 46位     | JOBR-1001                                                                                    | CD                           | 重音部RECORDS (インディーズ)            |
| 2                                                                       | 2012年7月4日   | ヘドバンギャー!!                    | 30位     | JOBR-1002（初回ヘド盤） JOBR-1003（通常盤）                                                  | CD+ヘドバン養成コルセット CD | 重音部RECORDS (インディーズ)            |
| 3                                                                       | 2013年1月9日   | イジメ、ダメ、ゼッタイ              | 6位      | TFCC-89404（初回“I”盤） TFCC-89405（初回“D”盤） TFCC-89406（初回“Z”盤） TFCC-89407（通常盤） | CD+DVD CD                    | 重音部RECORDS （メジャー）              |
| 科学部 科学究明機構ロヂカ?                                              |                |                                     |          |                                                                                              |                              |                                         |
| 1                                                                       | 2012年11月21日 | サイエンスガール ▽ サイレンスボーイ | 49位     | UPCH-9789（初回盤） UPCH-5774（通常盤）                                                      | CD+DVD CD                    | ユニバーサルJ                           |

#### アルバム（部活動）
| #                 | 発売日       | タイトル                           | 最高順位 | 規格品番  | レーベル / 備考                                  |
| ----------------- | ------------ | ---------------------------------- | -------- | --------- | ------------------------------------------------ |
| さくら学院 部活動 |              |                                    |          |           |                                                  |
| 1                 | 2014年5月5日 | 放課後アンソロジー from さくら学院 | 96位     | UPCH-1973 | ユニバーサルJ 部活動ユニットのみのベストアルバム |

### 楽曲のタイアップ
| #                          | 楽曲                                | タイアップ | 収録作品                                                                                        |
| -------------------------- | ----------------------------------- | --- | ----------------------------------------------------------------------------------------------- |
| さくら学院                 |                                     | |                                                                                                 |
| 1                          | Hello ! IVY                         | 「モノコムサ」コラボソング | 1stアルバム『さくら学院 2010年度 〜message〜』                                                  |
| 2                          | Song for smiling                    | 小学館『ちゃお』 付録DVD「ちゃおちゃおTV! 2012年 08月号」エンディングテーマ                                                        | 4thシングル『WONDERFUL JOURNEY』（初回限定盤A、B）                                              |
| 3                          | Hana＊Hana                          | 小学館『ちゃお』 付録DVD「ちゃおちゃおTV! 2013年 08月号」エンディングテーマ                                                        | 4thアルバム『さくら学院 2013年度 〜絆〜』                                                       |
| 4                          | アニマリズム                        | 小学館『ちゃお』 付録DVD「ちゃおちゃおTV! 2014年 08月号」エンディングテーマ                                                        | 5thアルバム『さくら学院 2014年度 〜君に届け〜』                                                 |
| 5                          | マセマティカ!                       | 小学館『ちゃお』 付録DVD「ちゃおちゃおTV! 2015年 09月号」エンディングテーマ                                                        | グッズ「マセマティカ!」セット封入CD 6thアルバム『さくら学院 2015年度 〜キラメキの雫〜』         |
| 6                          | メロディック・ソルフェージュ        | 小学館『ちゃお』 付録DVD「ちゃおちゃおTV! 2016年 09月号」エンディングテーマ                                                        | グッズ「メロディック・ソルフェージュ」セット封入DVD 7thアルバム『さくら学院 2016年度 〜約束〜』 |
| バトン部 Twinklestars      |                                     | |                                                                                                 |
| 1                          | プリーズ!プリーズ!プリーズ!         | テレビ東京系列『ピラメキーノ』 2011年7月度エンディングテーマ                                                                       | 1stアルバム『さくら学院 2010年度 〜message〜』                                                  |
| 科学部 科学究明機構ロヂカ? |                                     | |                                                                                                 |
| 1                          | サイエンスガール ▽ サイレンスボーイ | TBS系列『ランク王国』 2012年10・11月度エンディングテーマ 千葉テレビ『ハピはぴ・モーニング〜ハピモ〜』 2012年11月エンディングテーマ | 3rdアルバム『さくら学院 2012年度 〜My Generation〜』                                            |

### 賢くなれるシリーズ
「教室エンターテインメント」をコンセプトに持つさくら学院には、「公開授業」イベントなどで生まれた生徒たちの言葉から学習ソングとして製作された、「聴くだけで『賢くなれるシリーズ』」が存在する。また、「科学部 科学究明機構ロヂカ?」の楽曲も小中学校で学習する理科の用語が歌詞の中に散りばめられており、理科の学習ソングとなっている。詳細は「科学究明機構ロヂカ?」を参照。
| # | 楽曲                         | テーマ                 | 収録作品 |
| - | ---------------------------- | ---------------------- | --- |
| 1 | さくら百人一首               | 百人一首               | 2ndシングル『ベリシュビッッ』 |
| 2 | Planet Episode 008           | 太陽系の惑星           | 3rdシングル『旅立ちの日に』 |
| 3 | Song for smiling             | 英熟語                 | 4thシングル『WONDERFUL JOURNEY』（初回限定盤A、B） 7thアルバム『さくら学院 2016年度 〜約束〜』                                                   |
| 4 | WONDERFUL JOURNEY            | 世界の国               | 4thシングル『WONDERFUL JOURNEY』 3rdアルバム『さくら学院 2012年度 〜My Generation〜』 9thアルバム『さくら学院 2018年度 〜Life 色褪せない日々〜』 |
| 5 | Hana＊Hana                   | 花の名前、特徴、花言葉 | 4thアルバム『さくら学院 2013年度 〜絆〜』 10thアルバム『さくら学院 2019年度 〜Story〜』                                                          |
| 6 | アニマリズム                 | 動物の生態             | 5thアルバム『さくら学院 2014年度 〜君に届け〜』                                                                                                  |
| 7 | マセマティカ!                | 算数の公式             | グッズ「マセマティカ!」セット封入CD 6thアルバム『さくら学院 2015年度 〜キラメキの雫〜』                                                          |
| 8 | メロディック・ソルフェージュ | クラシック音楽         | グッズ「メロディック・ソルフェージュ」セット封入DVD 7thアルバム『さくら学院 2016年度 〜約束〜』                                                  |

## ライブ・イベント
太字はさくら学院単独でのライブ・イベント。「公開授業」に関しては別節の#公開授業を参照。
（特記なき場合の出典は公式サイトの「さくら学院のあゆみ」によった。また、さくら学院運営上の年度で記載した。）

### 2010年度
- TOKYO IDOL FESTIVAL 2010 @Shinagawa（8月7日・8日、品川ステラボール・よしもとプリンスシアター・品川プリンスホテル周辺施設）
- ちゃおサマーフェスティバル2010（8月29日、パシフィコ横浜）[58]
- さくら学院祭☆2010（11月28日、横浜赤レンガ倉庫1号館3Fホール） - 全2公演
- さくら学院1stシングル『夢に向かって / Hello ! IVY』発売記念インストアイベント
  - 12月11日、ishimaru soft 本店 7Fホール - 全2公演
  - 12月12日、MONO渋谷店 2F - 全2公演
  - 12月14日、タワーレコード渋谷店 B1 STAGE ONE
- Happy Valentine♪ 〜放課後さくらの下に集合!!〜（2011年2月12日、原宿アストロホール） - 全2公演

### 2011年度
- さくら学院1stアルバム『さくら学院 2010年度 〜message〜』発売記念インストアイベント
  - 4月30日、池袋サンシャインシティ噴水広場 - 全2公演[注 13]
  - 5月1日（昼）、タワーレコード新宿店 7F イベントスペース[注 14]
  - 5月1日（夜）、タワーレコード渋谷店 B1 STAGE ONE
  - 5月15日、イオン浦和美園ショッピングセンター 1F セントラルコート - 全2公演
- ちゃおガールコレクション2011（5月4日、横浜ランドマークホール）[58]
- さくら学院2011年度 NEW 〜Departure〜（7月23日・24日、渋谷 duo MUSIC EXCHANGE） - 全3公演[注 15]
- お台場合衆国2011（8月7日、フジテレビ1Fみちのく合衆国ステージ）
- ちゃおサマーフェスティバル2011（8月21日、パシフィコ横浜）[58]
- TOKYO IDOL FESTIVAL 2011 〜Eco & Smile〜（8月27日・28日、お台場・青海特設会場）
- さくら学院祭☆2011（10月22日・23日、マウントレーニアホール渋谷プレジャープレジャー） - 全3公演
- さくら学院 オープンキャンパス 学校説明会（11月23日、山野ホール）
- Act Against AIDS 2011「THE VARIETY 19 –頑張れ!東北-」（12月1日、日本武道館）
- さくら学院2ndシングル『ベリシュビッッ』発売記念イベント（12月23日、ラクーアガーデンステージ）
- さくら学院3rdシングル『旅立ちの日に』発売記念オープンイベント（2012年2月19日、アーバンドック ららぽーと豊洲 中庭メインステージ） - 全2公演
- さくら学院 2011 旅立ちの日に 〜もうすぐ 春ですね〜（3月3日、マウントレーニアホール渋谷プレジャープレジャー） - 全2公演
- さくら学院 2011年度 放課後アンソロジー 〜幕が開くまで教えません!〜（3月24日、日本橋三井ホール）
- さくら学院 2011年度 〜FRIENDS〜（3月25日、日本橋三井ホール）
- さくら学院 2011年度 卒業 〜旅立ち〜（3月25日、日本橋三井ホール）

### 2012年度
- さくら学院 2012年度 転入式（5月6日、横浜赤レンガ倉庫1号館3Fホール）
- TOWER RECORDS Presents POP'n アイドル02（6月23日、Zepp Tokyo）
- TOKYO IDOL FESTIVAL 2012（8月4日・5日、お台場・青海特設会場）
- 「サマースクール 2012　〜 勉強!!?いやいや ちょっとサボっちゃう？〜」森先生による「猛暑に負けるな体力測定！」（8月14日、アムラックス東京 5F アムラックスホール）
- ちゃおサマーフェスティバル2012（8月19日、パシフィコ横浜）[58]
- お台場合衆国2012「魁!音楽番付LIVE」（9月2日、フジテレビ1F NEXT!ステージ）
- さくら学院4thシングル『WONDERFUL JOURNEY』発売記念ミニライブ（9月5日、タワーレコード新宿店 屋上イベントスペース）
- さくら学院4thシングル『WONDERFUL JOURNEY』発売記念オープンイベント（9月8日、アーバンドック ららぽーと豊洲 中庭メインステージ） - 全2公演
- さくら学院祭☆2012（10月27日・28日、恵比寿 ザ・ガーデンホール） - 全3公演
- The Road to Graduation III 〜Happy Valentine Thank you for your smile〜（2013年2月16日、下北沢GARDEN） - 全2公演
- The Road to Graduation II 〜起立! 気をつけ! レッツ☆スタンディング〜（2月17日、吉祥寺CLUB SEATA[147]） - 全2公演
- The Road to Graduation I 〜2012年度 さくら学院 放課後アンソロジー Live The Party〜（3月29日、渋谷CLUB QUATTRO）
- The Road to Graduation Final 〜さくら学院 2012年度 卒業〜（3月31日、東京国際フォーラム ホールC）

### 2013年度
- CD&DLでーた別冊 GIRLS-PEDIA presents「女の子図鑑」vol.1（4月30日、SHIBUYA-AX）
- さくら学院 2013年度 〜転入式〜（5月5日、渋谷区文化総合センター大和田 さくらホール）
- さくら学院LIVE DVD ＜The Road to Graduation Final＞発売記念イベント（7月6日、スペースFS汐留）
- 東京アイドルフェスティバル2013（7月27日・28日、お台場・青海特設会場）[注 16]
- さくら学院 Summer LIVE 2013 〜Hello! Summer Vacation〜（8月3日、Shibuya O-WEST）- 全2公演
- ちゃおサマーフェスティバル2013（8月18日、パシフィコ横浜） [148]
- 夜公演ファストパス争奪戦 さくら学院 2013年度 秋学期試験（9月28日、Shibuya O-EAST）
- さくら学院 2013 〜白井沙樹、父兄を代表して顔笑ります!!〜（9月28日、Shibuya O-EAST）
- 6thシングル『顔笑れ!!』発売記念 インストアイベント（10月9日、タワーレコード新宿店）
- 6thシングル『顔笑れ!!』発売記念 オープンイベント（10月12日、ビナウォーク）- 全2公演
- 6thシングル『顔笑れ!!』発売記念 オープンイベント（10月13日、アーバンドックららぽーと豊洲）- 全2公演
- さくら学院祭☆2013 〜前夜祭〜（11月1日、品川プリンスステラボール）
- さくら学院祭☆2013（11月2日、品川プリンスステラボール）- 全2公演
- さくら学院デビュー3周年記念LIVE 〜Towards Our Dream with You〜（12月8日、アミューズ・ミュージカルシアター）[注 17]
- さくら学院7thシングル『Jump Up〜ちいさな勇気〜』リリース記念オープン・イベント（2014年2月12日、MEGAWEB トヨタ シティショウケース 1階 MEGAステージ）
- The Road to Graduation 2013 〜Happy Valentine〜（2月15日、EX THEATER ROPPONGI）- 全2公演
- The Road to Graduation 2013 〜放課後アンソロジー みんなでわっしょい!〜（3月28日、SHIBUYA-AX）
- The Road to Graduation Final 〜さくら学院 2013年度 卒業〜（3月30日、渋谷公会堂）

### 2014年度
- LiVE GiRLPOP Vol.3〜flowery〜（4月27日、中野サンプラザ）
- さくら学院 2014年度 〜転入式〜（5月5日、めぐろパーシモンホール 大ホール）
- 東京アイドルフェスティバル2014（8月2日・3日、お台場・青海特設会場）[注 18]
- ちゃおサマーフェスティバル2014（8月10日、パシフィコ横浜）[149]
- @JAM EXPO 2014（8月31日、横浜アリーナ）
- 夜公演ファストパス争奪戦 さくら学院 2014年度 秋学期試験（9月27日、ディファ有明）
- さくら学院 2014 〜紅葉 秋の陣〜（9月27日、ディファ有明）
- さくら学院祭☆2014 （10月25日・26日、EX THEATER ROPPONGI）- 全2公演
- TOWER RECORDS 35th Anniversary Live! EBISU 6DAYS DAY.4〜Pop'n アイドル03〜（11月20日、LIQUIDROOM）
- さくら学院☆2014 Celebration in December（12月7日、KAAT神奈川芸術劇場）
- The Road to Graduation 2014 〜Happy Valentine〜（2015年2月15日、LIQUIDROOM）- 全2公演
- さくら学院2nd DVDシングル『仰げば尊し 〜from さくら学院 2014〜』リリース記念オープン・イベント（3月8日、アーバンドック ららぽーと豊洲 シーサイドデッキ メインステージ） - 全2公演（雨天で1公演に）
- The Road to Graduation 2014 〜Be ambitious, Memorial Summit〜（3月26日、Shibuya O-EAST）
- The Road to Graduation 2014 Final 〜さくら学院 2014年度 卒業〜（3月29日、NHKホール）[注 19][122]

### 2015年度
- さくら学院 2015年度 〜転入式〜（5月6日、恵比寿ザ・ガーデンホール）
- さくら学院☆2015 〜転入生オリエンテーション〜（6月7日、マウントレーニアホール渋谷プレジャープレジャー） - 全2公演
- 株式会社アミューズ第37期定時株主総会後イベント（6月28日、両国国技館）[150]
- アイドルお宝くじパーティーライヴ 真夏の神曲紅白歌合戦（7月26日、六本木ヒルズアリーナ）
- 東京アイドルフェスティバル2015（8月1日・2日、お台場・青海特設会場）
- ちゃおサマーフェスティバル2015（8月16日、パシフィコ横浜）[151]
- @JAM EXPO 2015（8月29日、横浜アリーナ）
- さくら学院 2015 〜放課後 ナンバーマジック〜（9月27日、TSUTAYA O-EAST）
- さくら学院 2015 〜白井沙樹、父兄を代表して魅せちゃいます!!〜（9月27日、TSUTAYA O-EAST）
- さくら学院祭☆2015 （10月31日・11月1日、赤坂ACTシアター） - 全3公演
- さくら学院 5th Anniversary LIVE 〜for you〜 （12月5日・6日、KAAT神奈川芸術劇場）- 全2公演[注 20]
- The Road to Graduation 2015 〜Happy Valentine〜（2016年2月13日、赤坂BLITZ） - 全2公演[注 21]
- 春のひな遊び☆2016（3月6日、TSUTAYA O-EAST）
- The Road to Graduation 2015 〜放課後アンソロジー レッツ スタンディング〜（3月22日、Zepp DiverCity TOKYO）
- The Road to Graduation 2015 Final 〜さくら学院 2015年度 卒業〜（3月27日、神奈川県民ホール）

### 2016年度
- さくら学院 2016年度 〜転入式〜（5月6日、中野サンプラザホール）
- さくら学院☆2016 〜転入生オリエンテーション〜（6月19日、はまぎんホール ヴィアマーレ） - 全3公演
- 東京アイドルフェスティバル2016（8月5日・6日・7日、お台場・青海特設会場）
- ちゃおサマーフェスティバル2016（8月21日、パシフィコ横浜）[152]
- 夏のひな涼み☆2016（8月28日、日比谷野外大音楽堂）
- さくら学院祭☆2016（11月12日・13日、舞浜アンフィシアター）- 全2公演
- The Road to Graduation 2016 〜Happy Valentine〜（2017年2月12日、赤坂BLITZ） - 全2公演
- The Road to Graduation 2016 〜放課後アンソロジー レッツ スタンディング〜（3月21日、TSUTAYA O-EAST）[153]
- The Road to Graduation 2016 Final 〜さくら学院 2016年度 卒業〜（3月25日、中野サンプラザホール）

### 2017年度
- さくら学院 2017年度 〜転入式〜（5月7日、恵比寿ザ・ガーデンホール）
- さくら学院☆2017 〜転入生オリエンテーション〜（5月20日、はまぎんホール ヴィアマーレ） - 全2公演
- Amuse Fes in MAKUHARI 2017 -rediscover-（6月4日、幕張メッセ国際展示場9 - 11ホール）
- 東京アイドルフェスティバル2017（8月5日・6日、お台場・青海特設会場）
- ちゃおサマーフェスティバル2017（8月20日、パシフィコ横浜）[154]
- 夜公演ファストパス争奪戦 さくら学院 2017年度 秋学期試験（10月9日、TSUTAYA O-EAST）[89][注 22]
- さくら学院☆2017 〜放課後アンソロジー 紅葉のシャッフル・ナイト〜（10月9日、TSUTAYA O-EAST）[89][注 22]
- ジャック・オー・ランド（10月21・22日、横浜アリーナ）
- 新横浜パフォーマンス2017「JACK・O・LAND COLLABO SUPER DREAM LIVE」（10月21日、日産スタジアム東ゲートステージ）
- さくら学院祭☆2017（11月18日・19日、KAAT神奈川芸術劇場）- 全2公演
- The Road to Graduation 2017 〜Sakura de Sacas〜（2018年2月17日、マイナビBLITZ赤坂） - 全2公演[155]
- The Road to Graduation 2017 〜放課後アンソロジー レッツ スタンディング〜（3月20日、TSUTAYA O-EAST）[155]
- The Road to Graduation 2017 Final〜さくら学院 2017年度 卒業〜（3月24日、中野サンプラザホール）[154]

### 2018年度
- さくら学院 2018年度 〜転入式〜（5月6日、なかのZERO大ホール）[127]
- さくら学院☆2018 〜転入生オリエンテーション〜（6月17日、はまぎんホール ヴィアマーレ） - 全3公演[156]
- Ciào Smiles 2nd Single「chance!!!」リリース記念イベント（7月7日、よみうりランド 太陽の広場）[157]
- Ciào Smiles 2nd Single「chance!!!」リリース記念イベント（7月15日、ダイバーシティ東京プラザ 2Fフェスティバル広場）[157]
- ちゃおサマーフェスティバル2018（8月26日、パシフィコ横浜）[158]
- 夜公演ファストパス争奪戦 さくら学院 2018年度 秋学期試験（9月29日、TSUTAYA O-EAST）[159]
- さくら学院☆2018 〜放課後アンソロジー 紅葉のワンダフル・ナイト〜（9月29日、TSUTAYA O-EAST）[159]
- さくら学院祭☆2018（11月25日、東京国際フォーラム ホールC）[104]
- The Road to Graduation 2018 〜Happy Valentine〜（2019年2月11日、マイナビBLITZ赤坂） - 全2公演[160]
- The Road to Graduation 2018 〜放課後アンソロジー レッツ スタンディング〜（3月26日、TSUTAYA O-EAST）[161]
- The Road to Graduation 2018 Final〜さくら学院 2018年度 卒業〜（3月30日、神奈川県民ホール）[93]

### 2019年度
- さくら学院 2019年度 〜転入式〜（5月6日、文京シビックホール大ホール）[128]
- さくら学院☆2019 〜転入生オリエンテーション〜（6月16日、はまぎんホール ヴィアマーレ） - 全3公演[162]
- 東京アイドルフェスティバル2019（8月4日、お台場・青海特設会場）
- ちゃおサマーフェスティバル2019（8月18日、パシフィコ横浜）
- さくら学院 Summer LIVE 2019 〜夏のミュージック・アワー〜（8月24日、マイナビBLITZ赤坂） - 全2公演
- さくら学院祭☆2019（10月19日・20日、KAAT神奈川芸術劇場）- 全2公演[163]
- さくら学院☆2019 〜Happy Xmas〜（12月24日、舞浜アンフィシアター）[164]
- The Road to Graduation 2019 〜Happy Valentine〜（2020年2月12日、マイナビBLITZ赤坂） - 全2公演[102]
- The Road to Graduation 2019 Final 〜さくら学院 2019年度 卒業〜（2020年8月30日、無観客有料オンライン配信ライブ）[132]

### 2020年度
- 10th Anniversary さくら学院☆2020 〜Departure〜（2020年11月15日、無観客有料オンライン配信ライブ）[103]
- 10th Anniversary さくら学院☆2020 〜 Happy Xmas 〜（2020年12月24日、無観客有料オンライン配信ライブ）[165]
- 10th Anniversary さくら学院☆2020〜The Days〜（2021年6月5日、無観客有料オンライン配信ライブ）[166]
- さくら学院 Summer LIVE 2020 〜放課後アンソロジー 君と見た夏色桜花〜（2021年7月31日、KT Zepp Yokohama）
- さくら学院 The Final 〜夢に向かって〜（2021年8月29日、中野サンプラザホール）[1]

## 公開授業
さくら学院メンバーが舞台上で様々な分野の専門家の講師の授業を受けながら体験する様子を観覧する、授業参観がコンセプトのイベント。2012年度以降は年度末の定例授業として「校長」の倉本美津留が講師を務める「歌の考古学」が開催されており、メンバーが自分が生まれる前にリリースされた楽曲を選曲して、曲や歌詞にまつわる解釈やさくら学院への思いなどを発表してからアカペラで歌唱する様子を披露している。なお、2019年度の「歌の考古学」は日本における新型コロナウイルス感染症の感染拡大に伴う政府からのイベント自粛要請と、改正・新型インフルエンザ等対策特別措置法に基づく新型コロナウイルス緊急事態宣言の発令を受けて最終的に中止となった。また、2021年1月16日と17日に開催予定だった「落語の授業2」、「4コマ漫画の授業」は、緊急事態宣言の発令を受けて中止された後、同年2月27日と28日に無観客オンライン有料配信で公開された。
公演一覧
テレビ放送
| # | 放送日                  | 授業名       | 講師       | 番組名        | 放送局   |
| - | ----------------------- | ------------ | ---------- | ------------- | -------- |
| 1 | 2012年1月8日 - 1月22日  | キセキの授業 | 倉本美津留 | さくら学院SUN | TOKYO MX |
| 2 | 2012年1月29日 - 2月12日 | 未来の授業   | 古田貴之   | さくら学院SUN | TOKYO MX |
| 3 | 2012年2月19日 - 3月4日  | 宇宙の授業   | 佐治晴夫   | さくら学院SUN | TOKYO MX |
| 4 | 2012年3月11日 - 3月25日 | 声の授業     | 安ますみ   | さくら学院SUN | TOKYO MX |

映像作品
| # | 発売日        | 授業名                    | 講師                 | 収録作品                                                          | レーベル      | 備考                                                   |
| - | ------------- | ------------------------- | -------------------- | ----------------------------------------------------------------- | ------------- | ------------------------------------------------------ |
| 1 | 2013年2月27日 | 社会科見学                | 土佐信道（明和電機） | さくら学院SUN! -まとめ-                                           | ユニバーサルJ | 特典映像として、野津・大賀・杉本を含む新メンバーで収録 |
| 2 | 2013年2月27日 | 世界の授業                | 倉本美津留           | さくら学院SUN! -まとめ-                                           | ユニバーサルJ | 特典映像として、野津・大賀・杉本を含む新メンバーで収録 |
| 3 | 2015年3月4日  | 歌の考古学 〜仰げば尊し〜 | 倉本美津留           | 2nd DVDシングル 『仰げば尊し 〜from さくら学院 2014〜』（TYPE A） | ユニバーサルJ |                                                        |

## 出演
ゲスト出演のものはさくら学院公式サイト及び、アミューズ公式プロフィールを参照

部活動（ミニパティ、Twinklestars、BABYMETAL、科学究明機構ロヂカ?）単位での出演は当該記事を参照

### テレビ
レギュラー番組
- saku saku（2011年5月2日 - 2014年3月19日、テレビ神奈川）
  - 月曜日「CDシングルランキング」プレゼンター※菊地・水野のみ（2011年5月2日 - 2013年3月25日）
  - 第1・第3水曜日「さくら学院の知っておいて損することなんて、ゼッタイない!」（2013年6月5日 – 2014年3月19日）
- さくら学院SUN（2012年1月8日 - 3月25日、TOKYO MX）

### インターネット
レギュラー番組
- さくら学院の放課後!〜学んdeマンデー!〜（2015年1月19日 - 2017年3月27日、LoGiRL）

　毎週月曜日19時からの生配信番組。 ※各回の出演者はさくら学院のメンバーから数名と担任の森ハヤシ。
- 手のひらのさくら学院（2017年1月13日 - 3月24日、Chuun 3.9ch 中京テレビ動画）[211]

　毎週金曜日に更新される配信番組。
- さくら学院の顔笑れ!!FRESH!マンデー（2017年6月12日 - 2021年8月23日、FRESH LIVE（2020年9月28日まで）、OPENREC.tv（2020年9月7日以降））

　有料会員制の毎週月曜日19時からの生配信番組。※各回の出演者はさくら学院のメンバーから数名と担任の森ハヤシ。

### ラジオ
インターネットラジオ
- さくら学院“ラジオ放送室”（2019年3月7日 - 28日、JFN PARK）

『さくら学院2018年度 〜Life 色褪せない日々〜』の発売を記念した期間限定配信の番組。※出演は中等部3年と中等部2年のメンバー。
- さくら学院“ラジオ放送室 2019 Summer”（2019年7月19日 - 2019年8月9日、JFN PARK）

※出演は森、佐藤愛、戸高、木村。
- さくら学院“ラジオ放送室 2019年度 ～Story～”（2020年3月4日 - 25日、JFN PARK）

『さくら学院 2019年度 〜STORY〜』の発売を記念した期間限定配信の番組。※出演は中等部3年と中等部2年のメンバー。

### 舞台
- 秋桜学園合唱部（2016年8月24日 - 9月4日、赤坂RED/THEATER）[注 24][213]

　出演：さくら学院、堀内まり菜、佐藤日向、黒嵜菜々子

### CM
- NTT東日本 FLET'S 光 WiFi（2011年10月14日 - ）※光の天使名義で出演
  - スマホは光 篇 - 武藤・三吉・松井・中元・堀内・飯田・杉﨑・佐藤日（2011年10月14日）
  - 家の中WiFi 篇 - 武藤・三吉・松井・中元・堀内・飯田・杉﨑・佐藤日（2011年11月19日）
  - あれこれパパ 篇 - 武藤・松井・中元・堀内・菊地・水野（2011年12月10日）
  - フレッツ光ライト 光デビュー応援 篇 - 菊地・水野・田口・磯野（2012年2月4日）
  - フレッツおでかけパック 篇 - 中元・堀内・菊地・水野（2012年6月9日）
  - にねん割 眠る耳元で 篇 - 菊地・水野（2012年7月7日）
  - フレッツ・ミルエネ フレッツで節電 - 中元・磯野（2012年7月14日）
  - フレッツ光でドラクエの世界へ 篇 - 堀内（2012年8月2日）
  - フレッツ・ADSL CMを見ていた夫婦 篇 - 中元・堀内（2012年8月31日）

## 書籍

### 写真集
- 『さくら学院 武藤彩未 三吉彩花 松井愛莉 2012年3月 卒業』近代映画社、2012年4月15日。ISBN 978-4-7648-2356-3。
- 『さくら学院 中元すず香 2013年3月 卒業』近代映画社、2013年4月15日。ISBN 978-4-7648-2373-0。
- 『さくら学院 中元すず香 2013年3月 卒業 完全版』近代映画社、2014年11月10日。ISBN 978-4-7648-2407-2。
- 『さくら学院 堀内まり菜 飯田來麗 杉﨑寧々 佐藤日向 2014年3月 卒業』近代映画社、2014年4月20日。ISBN 978-4-7648-2398-3。
- 『さくら学院 菊地最愛 水野由結 田口華 野津友那乃 2015年3月 卒業』近代映画社、2015年4月20日。ISBN 978-4-7648-2413-3。
- 『さくら学院 磯野莉音 大賀咲希 白井沙樹 2016年3月 卒業』徳間書店、2016年3月31日。ISBN 978-4-19-864131-3。
- 『さくら学院 倉島颯良 黒澤美澪奈 2017年3月 卒業』徳間書店、2017年3月31日。ISBN 978-4-19-864379-9。
- 『さくら学院 山出愛子 岡田愛 岡崎百々子 2018年3月 卒業』徳間書店、2018年3月31日。ISBN 978-4-19-864583-0。
- 『さくら学院 麻生真彩 日髙麻鈴 新谷ゆづみ 2019年3月 卒業』徳間書店、2019年3月31日。ISBN 978-4-19-864825-1。
- 『さくら学院 藤平華乃 吉田爽葉香 有友緒心 森萌々穂 2019年度 卒業』徳間書店、2020年8月31日。ISBN 978-4-19-865072-8。